# Shimmy Disc
Shimmy Disc  es una compañía discográfica independiente estadounidense fundada en 1987 por Mark Kramer quien ha sido miembro de los grupos Shockabilly, Bongwater y Dogbowl & Kramer, Es subsidiaria de Knitting Factory Records.
La discográfica desde el 2020 cuenta con la discográfica Joyful Noise Recordings como empresa matriz.

## Algunos artistas de la discográfica
- Bongwater
- Boredoms (Japón)
- Fly Ashtray
- Ruins (Japón)
- Shockabilly
- Uncle Wiggly
- Ween